# Йога-сутры
Йога-сутры — сборник из 196 сутр (афоризмов), написанных на санскрите, в которых изложена теория и практика йоги; базовый текст индийской философской школы йоги, оказавший огромное влияние на восприятие йоги в Индии и остальном мире.
В «Йога-сутрах» описан способ достижения состояния, при котором человек познаёт свою внутреннюю природу. Это познание себя достигается благодаря сдерживанию трансформаций (видоизменений) ума, с которыми, согласно йоге, обыкновенно отождествляет себя человек.

## Содержание
Как философская система классическая йога учит тому, что человек склонен отождествлять себя с тем, чем он на самом деле не является. Из-за этого незнания самого себя человек вовлекается в деятельность, приносящую в соответствии с кармой приятные или неприятные плоды и ведущую к перерождению во временном мире. Целью йоги является достижение внутреннего знания, приводящего к просветлению и в конечном счете к освобождению от этой деятельности и перерождения.
«Йога-сутры» состоят из 196 афоризмов (сутр) и разделены на четыре главы.
1. «О сосредоточении» («Самадхипада», сутры 1—51). В первой главе говорится о том, что такое йога и для чего она нужна, описываются видоизменения ума, способы концентрации и различные стадии на пути достижения самадхи.
2. «О способах осуществления [йоги]» («Садханапада», сутры 52—106). Вторая глава описывает средства и препятствия на пути йоги, указывает на различие воспринимающего и воспринимаемого.
3. «О совершенных способностях» («Вибхутипада», сутры 107—162). В третьей главе говорится о постепенно приходящем в результате йоги просветлении, а также о различных способностях, которые приобретает йог.
4. «Об абсолютном освобождении» («Кайвальяпада», сутры 163—196). Четвёртая глава говорит об окончательном освобождении от всего, что ранее удерживало человека от полного знания и силы своей внутренней природы[2].

### Восемь средств йоги
В сутре указываются восемь средств, необходимых для правильной практики йоги. Нужно иметь в виду, что многие санскритские термины адекватно, как правило, непереводимы и их разъяснение в различных переводах может различаться. Так, согласно одному из вариантов, восемь средств йоги объяснены так:
Яма — пять универсальных заповедей: непричинение вреда, правдивость по отношению ко всем существам, воздержание от воровства, невоздержанности и жадности
Нияма — пять правил: внутреннее и внешнее очищение, удовлетворённость, огненное устремление, духовное чтение и преданность Богу (Ишваре)
Асана — правильная поза
Пранаяма — управление жизненной силой (праной), правильный вдох и выдох
Пратьяхара — отвлечение органов чувств от их объектов
Дхарана — сосредоточение
Дхьяна — медитация
Самадхи — созерцание

## Авторство и датировка
В санскритских рукописях автором «Йога-сутр» указан Патанджали. Среди индологов нет единого мнения о самом Патанджали, одни его считают исторической личностью и учёным, другие — святым из легенд. Из-за различий в стилистике, повторов и сочетания различных традиций многие западные исследователи считают, что и сам текст «Йога-сутр» нельзя приписать только одному автору, и он скорее является составной работой.
В западной индологии также нет единого мнения по вопросу датировки «Йога-сутр». Обычно текст датируется в промежутке между IV в. до н. э. и IV в. н. э.
Современные учёные, такие как Филипп А. Маас и Джеймс Моллинсон, считают, что комментарий Вьясы к «Йога-сутрам» принадлежит самому Патанджали, а «Йога-сутры» являются компиляцией и редакцией уже существовавших текстов о йоге. «Йога-сутры» и комментарий к ним Вьясы, таким образом, представляют собой единую работу, которую принято называть «Патанджалайогашастрой» (Pātañjalayogaśāstra).
Сравнивая оригинальные тексты «Патанджалайогашастры» и буддийского компедиума «Абхидхармакоши», Доминик Вуястик пришёл к выводу, что текст «Йога-сутр» вместе с комментариями Вьясы («Патанджалайогашастра») были составлены в период 375—425 гг. н. э.

## Связь с другими текстами индуизма и влияние
Патанджали не был первым, кто писал о йоге. До этого о йоге уже говорилось в «Мокшадхарме», части знаменитого эпоса «Махабхараты».
Существуют некоторые параллели между текстом «Йога-сутр» и текстом «Тирумантирам» Тирумулара. При этом некоторые аспекты восьми средств йоги в «Тирумантирам» описаны более подробно.
У джайнов была своя литература о йоге, йога буддистов восходит к источникам до Патанджали.
«Йога-сутры» перекликаются с разными философскими системами ведийского периода древней Индии.
Наиболее заметна связь с философской системой, изложенной в «Санкхья-карике», и её подразделением мира на 25 принципов (таттв), различением бескачественного пуруши (духа), с одной стороны, и прадханы (материи) и проявленного мира, состоящих из трёх качеств, (санскр. — гун), с другой.
Один из самых влиятельных текстов в философии индуизма — «Бхагавад-Гита» — ссылается на учения санкхьи и йоги — в этих трёх прослеживается много общего, все представляются как части единого философского взгляда на мир и человека.
Являясь основой классической школы раджа-йога, «Йога-сутры» оказали влияние на остальные пять ортодоксальных школ индуизма и на многие последующие ответвления учения о йоге. «Йога-сутры» были наиболее переводимым древнеиндийским текстом в средние века. На них было составлено множество комментариев, самые ранние и наиболее влиятельные из которых — Йогабхашья Вьясы, Раджамартанда Бходжа-раджи и Таттвавайшаради Вачаспати. Согласно некоторым исследованиям, с XII века распространённость йоги Патанджали пошла на спад, к XVI веку текст очень мало копировался и распространялся. Известность снова вернулась к «Йога-сутрам» уже в XIX веке благодаря деятельности Свами Вивекананды и Теософского общества.

## Связь с текстами сарвастивады
Начиная с Луи де Ла Валле-Пуссена, западные и отечественные индологи и буддологи отмечали связь между «Йога-сутрами» и «Абхидхармакошей» буддийского философа IV века н. э. Васубандху. Современные работы индолога Доминика Вуястика показывают, что некоторые термины «Йога-сутр», а также некоторые сутры «Йога-сутр» невозможно корректно истолковать, не зная их оригиналов, которые обнаруживаются в «Абхидхармакоше» и более древних буддийских текстах, таких как «Милиндапаньха» (пали: «Вопросы царя Менандра»).